# Heinrich Mann

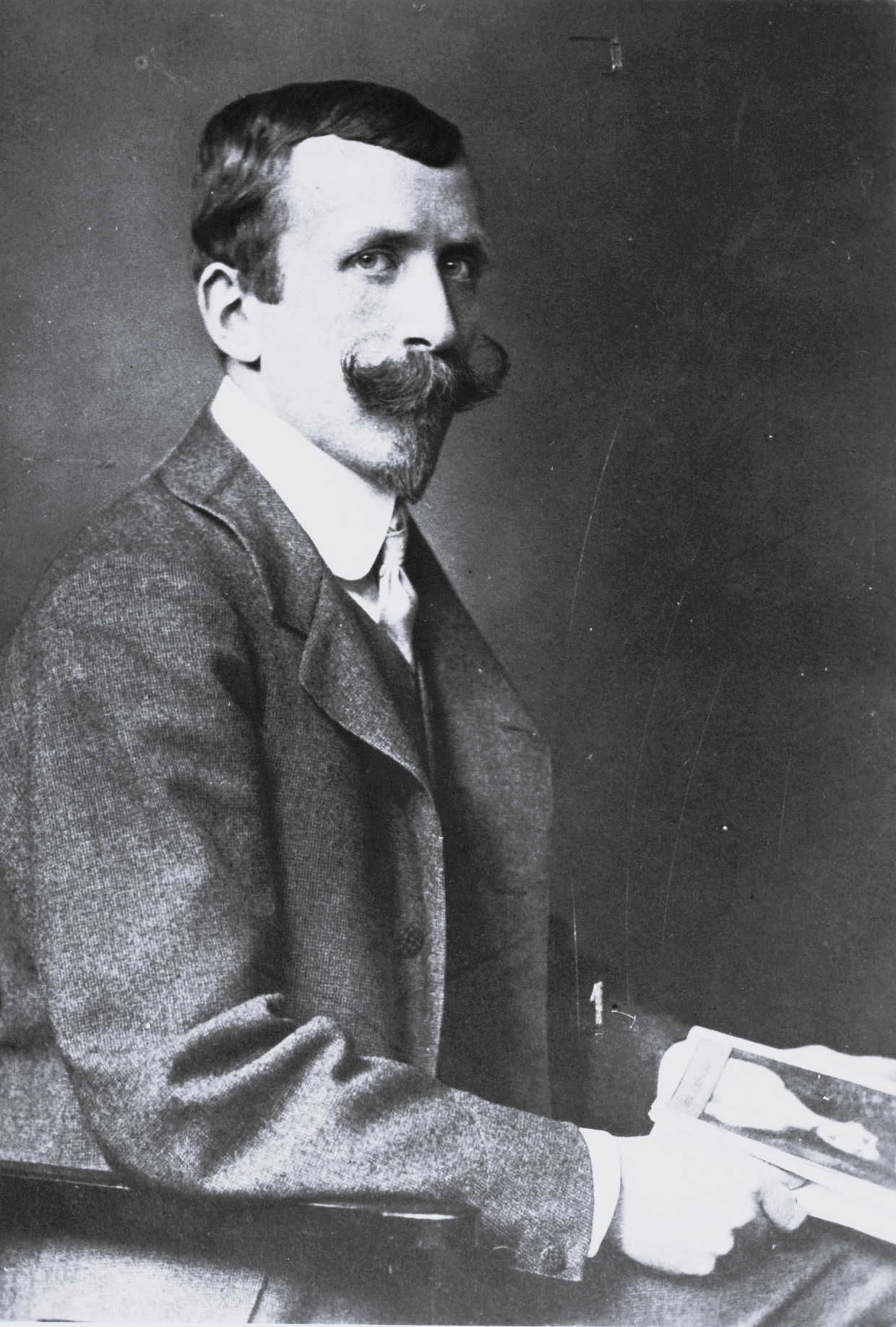
Heinrich Mann, eind 19e eeuw

Heinrich Mann (Lübeck, 27 maart 1871 - Santa Monica (Californië), 11 maart 1950) was een Duits schrijver.

## Biografie

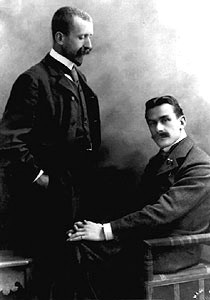
Heinrich Mann (links) en zijn broer Thomas Mann

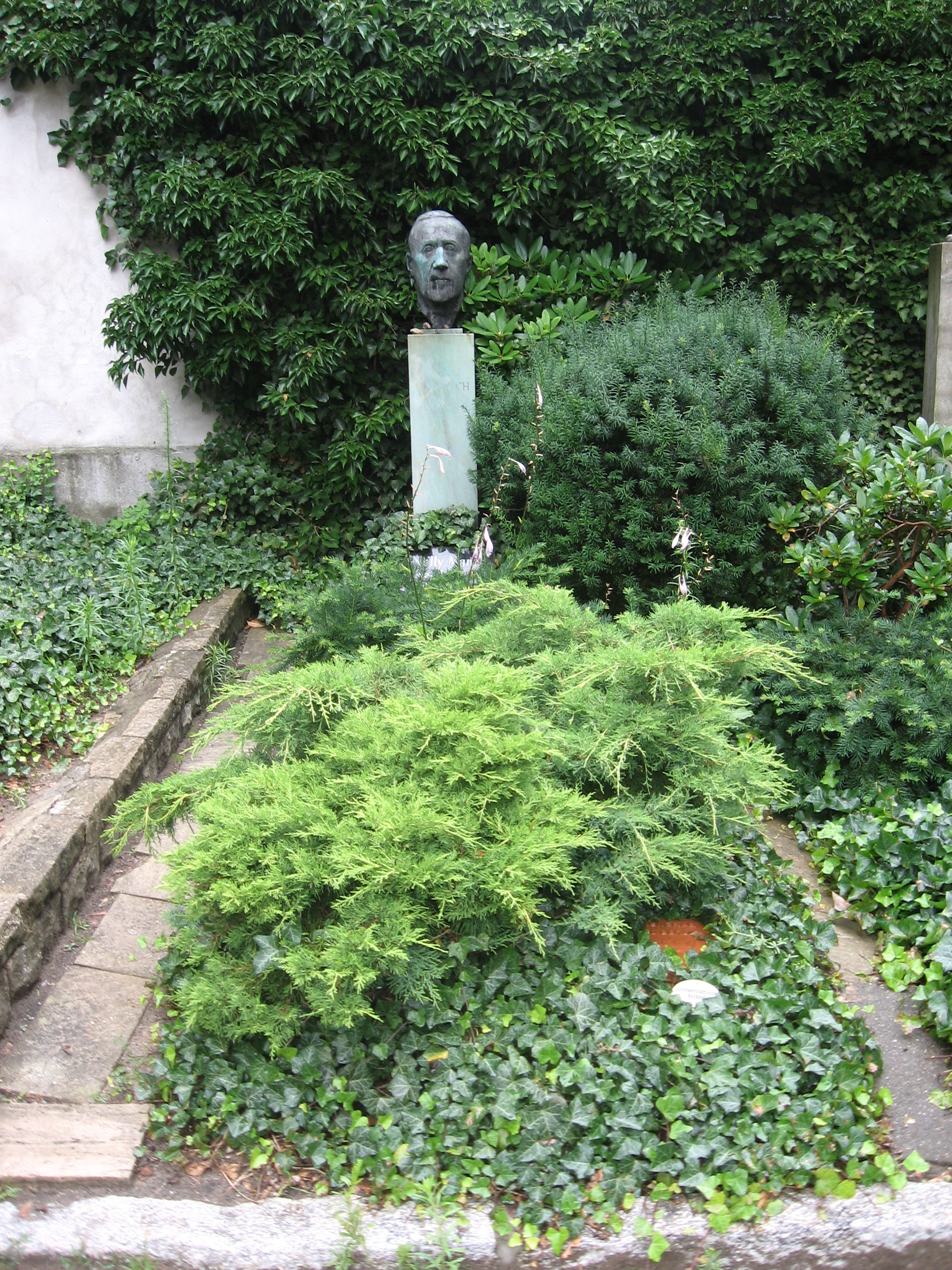
Grafmonument Heinrich Mann op het Dorotheenstädtischer Friedhof

Luiz Heinrich Mann was het eerste kind van Thomas Johann Heinrich Mann en Julia da Silva-Bruhns. Na hem kwamen zijn broer Thomas Mann, die ook een belangrijk schrijver werd, zijn zussen Julia en Carla en zijn jongste broer Victor. Hij groeide op in de stadstaat Lübeck, waar zijn vader van 1877 senator voor economie en financiën was tot zijn dood in 1892. Toen had Heinrich Mann zijn geboorteplaats al verlaten. In 1889 werkte hij als leerling-boekhandelaar in Dresden en van 1890 tot 1892 als vrijwilliger bij de uitgeverij van S. Fischer in Berlijn.
Tijdens de Weimarrepubliek schreef Heinrich Mann politieke en cultuurkritische essays. In 1931 werd hij voorzitter van de sectie dichtkunst aan de Pruisische kunstacademie. In hetzelfde jaar schreef hij met Albert Einstein een open brief in de New York Times, gericht aan de Mensenrechtenliga in Parijs, waarin zij de moord door de Joegoslavische geheime dienst op de Kroatische intellectueel dr. Milan Šufflay veroordeelden. Twee jaar later, toen de nationaalsocialisten de macht in Duitsland hadden overgenomen, werd Mann uitgesloten van de academie. Vóór de Rijksdagbrand vluchtte hij via Frankrijk, Spanje en Portugal naar de Verenigde Staten. Zijn tijd in het buitenland reflecteert zich in zijn werk.
Na de Tweede Wereldoorlog werd Heinrich Mann in 1949 voorzitter van de Duitse kunstacademie in Oost-Berlijn, maar nog voor zijn geplande terugkeer naar Duitsland stierf hij in maart 1950 in Santa Monica, waar hij begraven werd. In 1961 werd de urn met zijn as naar Duitsland overgevlogen en op het Dorotheenstädtischer Friedhof te Berlijn bijgezet.

### Scheppend werk
- 1893. In einer Familie. Roman. München: Albert & Co.
- 1897. Das Wunderbare und andere Novellen. Paris u.a.: Langen.
- 1900. Im Schlaraffenland. Ein Roman unter feinen Leuten. München: Langen.
- 1903. Die Göttinnen oder Die drei Romane der Herzogin von Assy. München: Langen.
- 1903. Die Jagd nach Liebe. Roman. München: Langen.
- 1905. Flöten und Dolche. Novellen. München: Langen.
- 1905. Professor Unrat oder Das Ende eines Tyrannen. Roman. München: Langen.
- 1906. Mnais und Ginevra. München und Leipzig: Piper & Co.
- 1906. Stürmische Morgen. Novellen. München: Langen.
- 1907. Zwischen den Rassen. Roman. München: Langen.
- 1908. Die Bösen. Leipzig: Insel-Verlag.
- 1909. Die kleine Stadt. Roman. Leipzig: Insel Verlag.
- 1911. Schauspielerin. Drama in 3 Akten. Berlin: Cassirer.
- 1912. Die große Liebe. Drama in 4 Akten. Berlin: Cassirer.
- 1913. Madame Legros. Drama in 3 Akten. Berlin: Cassirer.
- 1917. Brabach. Drama in drei Akten. Leipzig: Wolff.
- 1917. Bunte Gesellschaft. Novellen. München: Langen
- 1917. Die Armen. Roman. Leipzig: Wolff.
- 1918. Der Untertan. Roman. Leipzig: Wolff.
- 1919. Der Weg zur Macht. Drama in drei Akten. Leipzig: Wolff.
- 1921. Die Tote und andere Novellen. München: O.C. Recht.
- 1923. Diktatur der Vernunft. Berlin: Verlag Die Schmiede.
- 1924. Abrechnungen. Sieben Novellen. Berlin: Propyläen.
- 1924. Das gastliche Haus. Komödie in drei Akten. München: G. Langes.
- 1924. Der Jüngling. Novellen. München: GL. Langes.
- 1925. Der Kopf. Roman. Berlin u.a.: Zsolnay.
- 1927. Mutter Marie. Roman. Berlin u.a.: Zsolnay.
- 1928. Eugénie oder Die Bürgerzeit. Roman. Berlin u.a.: Zsolnay.
- 1929. Sie sind jung. Berlin u.a.: Zsolnay.
- 1930. Die große Sache. Roman. Berlin: Kiepenheuer.
- 1932. Die Welt der Herzen. Novellen. Berlin: Kiepenheuer.
- 1932. Ein ernstes Leben. Roman. Berlin u.a.: Zsolnay.
- 1935. Die Jugend des Königs Henri Quatre. Roman. Amsterdam: Querido.
- 1938. Die Vollendung des Königs Henri Quatre. Roman. Amsterdam: Querido.
- 1943. Lidice. Roman. Mexico: El libro libre.
- 1949. Der Atem. Roman. Amsterdam: Querido.
- 1950. Empfang bei der Welt. Roman. Berlin: Aufbau-Verlag.
- 1954. Auferstehung und andere Novellen. Leipzig: Reclam.
- 1958. Das gestohlene Dokument und andere Novellen. Berlin: Aufbau-Verlag.

### Essayistisch werk
- 1919. Macht und Mensch. München und Leipzig: Wolff.
- 1929. Sieben Jahre. Chronik der Gedanken und Vorgänge. Berlin u.a.: Zsolnay.
- 1931. Geist und Tat. Franzosen 1780-1930. Berlin: Kiepenheuer.
- 1932. Das öffentliche Leben. Berlin u.a.: Zsolnay.
- 1936. Es kommt der Tag. Zürich: Europa-Verlag.
- 1946. Ein Zeitalter wird besichtigt. Stockholm: Neuer Verlag.